# Kozlany, Vyškov
Kozlany là một làng thuộc huyện Vyškov, vùng Jihomoravský, Cộng hòa Séc.